# シャンタル・サザーランド
シャンタル・サザーランド（Chantal Sutherland、1976年2月23日 - ）は、カナダ出身の競馬の女性騎手、モデル、およびテレビタレント。北アメリカで活動する女性騎手としてトップクラスに位置し、2012年には女性騎手として初めてドバイワールドカップに出場している。

## 出生、騎手としての経歴
カナダ・マニトバ州ウィニペグの出身で、その後は父親がスタンダードブレッドの生産牧場を所有していたオンタリオ州トロントで過ごしていた。幼い頃はフィールドホッケーに熱中し、ホッケーワールドカップのカナダジュニアチームにも誘われている程であった。また馬術も嗜んでいた。シャンタルはヨーク大学に進学し、そこで心理学の学位を取得して卒業すると、平地競馬の騎手としての道を選択した。
2000年10月9日のウッドバイン競馬場の競走で騎手として初勝利を挙げると、以後も顕著な活躍を見せ、翌年2001年にはソヴリン賞の最優秀新人賞を獲得している。2002年には8ヶ月間で約570万カナダドルを稼ぐ大活躍を繰り広げ、カナダ女性アスリートの中でも最高クラスの賞金を稼ぐ人物として知られるようになった。同年は最終的に754回の騎乗で136勝を挙げ、5,968,460ドルの賞金で国内31位の獲得賞金額を記録、前年に続いてソヴリン賞最優秀新人賞を受賞した。地元ウッドバイン競馬場では124勝・5,751,417ドルを獲得しており、これは同年の同競馬場3位の成績であった。
2004年末頃まではカナダ国内でのみ騎乗していたが、その年の冬からアメリカ合衆国メリーランド州のローレルパーク競馬場でも騎乗を始めた。2005年にはフロリダ州やニューヨーク州の競馬場にも遠征し、ニューヨークのベルモントパーク競馬場でトムフールハンデキャップやゴーサムステークスといった重賞競走勝ちを手にしている。以降も度々ニューヨークの競馬場に足を運び、2006年にはマイアミマイルハンデキャップなどで勝ち鞍を挙げた。2007年には再びカナダでの活動に重点を置き、79勝で3,480,229ドルの賞金を収得した。
2007年末からは南カリフォルニアを主な拠点に据えて、主にサンタアニタパーク競馬場で騎乗するようになった。現地での活躍は目覚ましく、名調教師として名高いゲイリー・スティーヴンスから「彼女は名だたる名手を退けて勝利をもぎ取ることに長けており、まさに「大穴の女王」である」と評されたほどであった。サンタアニタパークの支配人であるアレン・ガッターマンも「サザーランドは、ジュリー・クローン以来の最高の女性騎手として成功するだろう。」と激賞されている。
サンタアニタパークがオフシーズンの2008年夏頃にはカナダに戻り、同年8月9日には1日5勝を挙げる快挙を成し遂げた。またこの頃に当時2歳だったマインザットバードに騎乗し、シルバーデピュティステークス・スウィンフォードステークス・グレイステークスと重賞含む3連勝を挙げている。同馬とともにブリーダーズカップ・ジュヴェナイルに挑んでいるが、12着に敗れており、以降は乗ることはなかった。サンタアニタのオークツリー開催とハリウッドパーク競馬場での開催が始まる頃にカリフォルニアに戻っている。
この頃、シャンタルは同じくトップジョッキーであるマイク・スミスと結婚を視野に入れた付き合いをしていたが、2010年のクイーンズプレートの2週間前になって喧嘩別れしている。その後2011年秋に、2人はマッチレースで対決する企画を立ちあげられ、この競走は「Battle of the Exes」と渾名された。
2011年にはゲームオンデュードでサンタアニタハンデキャップやグッドウッドステークスなどの西海岸の大競走で勝ち鞍を挙げている。同年のブリーダーズカップ・クラシックにも同馬と出走したが、最後の直線でスミス騎乗のドロッセルマイヤーに追い越されて2着に終わっている。2012年3月、シャンタルはゲームオンデュードの鞍上としてドバイワールドカップに登録、女性騎手として初めて同競走に出場した（12着）。なお、同年のドバイワールドカップミーティングには、第5競走のアルクォズスプリントに同じく女性騎手のヘイリー・ターナーが出場していた（10着）。
2012年10月21日、自身の公式サイトなどで騎手の引退を表明した。しかし、2013年7月に現役に復帰している。

## タレント活動
シャンタルは女性騎手としての活躍のみならず、その美貌からも注目され、スポーツ誌の『スポーツ・イラストレイテッド』のほか、ファッション誌の『Vogue』でも特集が組まれ、娯楽雑誌大手の『ピープル』でも「美男美女100選」の企画で名前が出るほどであった。2008年8月には、オタワの化粧品会社Misturaと契約し、以来同社の広告塔としても活動している。
シャンタルは2009年にリアリティ番組のひとつアニマルプラネットの『Jockeys』という騎手を題材にしたシリーズに出演し、男性中心の競馬社会で奮闘する女性騎手としての姿が紹介されたことでその知名度をさらに高めている。このほか、テレビドラマ『Luck』に出演した経験がある。